# MRT南北線
南北線 (英語: North South line, NSL)はシンガポール西部にあるジュロン・イースト駅から北部にあるウッドランズ駅を経由してセントラル・エリアにあるマリーナ・サウス・ピア駅までを結ぶ、SMRTによって営業されているMRTの路線である。ラインカラーは赤:■。路線長45キロメートルに27の駅があり、ビシャン駅からマリーナ・サウス・ピア駅までの11駅が地下にある。1日に19時間営業しており、運転時隔はラッシュ時に2～3分、その他の時間に5～8分である。全車両が6両編成である。 
シンガポールで最初に開業したMRTの路線であり、ヨー・チュー・カン駅からトア・パヨ駅までの区間は1987年11月7日に開業している。その後、同年12月12日には南方のラッフルズ・プレイス駅へ、1988年12月20日には北方のイーシュン駅へそれぞれ延伸している。1989年12月4日にはマリーナ・ベイ駅まで延伸開業し、南北線は東西線と分かれる事になった。1996年、ウッドランズなど北西部を経由して、1990年に東西線の支線として開業していた区間を編入した上でジュロン・イーストまで延伸された。 
2010年代以降、設備の老朽化に伴い、開業時から用いられている枕木や第三軌条設備の交換や、C151B形・C151C形といった新型車両の導入に伴う旧型車両の置き換え、定員の増加といった輸送改善を行っている。南北線は2019年に信号設備を半自動式から完全自動式に更新している。さらに、2014年11月23日にはマリーナ・サウス・ピア駅までの延伸が行われ、2019年11月2日にはキャンベラ駅が新規開業している。さらに2030年代半ばにはブリックランド駅とスンガイ・カドゥット駅の開業も予定されている。

## 歴史

### 初期計画
MRTは1967年に「1992年のシンガポールでは鉄道を基本とした都市輸送システムが必要である」と記された"State and City Planning Project"の立案者によって計画が発案された:66。バスのみで交通網を形成できるかも検討されたが、当時運輸通信大臣であったオン・テンチョンは狭い国土を道路が占有しかねないため不適当であると結論づけた。
鉄道を基本とした輸送システムが採用されてから、南北線の礎となった最初のMRTはトア・パヨやアン・モ・キオ、セントラル・エリアといったような公共輸送の高い需要があるエリアを通る路線となった。路線の開業によってトムソン・センバワンの道路において交通渋滞の緩和が期待された。MRTの路線は1983年10月22日に着工しヨー・チュー・カン駅からトア・パヨ駅までの最初の区間が1987年11月7日に開業した。開業式典にはオン・テンチョンも来賓として出席した。情報通信大臣のヨー・ニン・ホンはMRTの運行開始式典を行い、MRTの"始まり"を知らせた。
同年12月12日にはノベナ駅からラッフルズ・プレイス駅を経てアウトラム・パーク駅までの9駅が開業した。さらに1988年12月20日にはイーシュン駅まで延伸し、1989年11月4日のマリーナ・ベイ駅開業以降は南北線の名を用いることとなった。

### ウッドランズ延伸
ジュロン・イースト駅からチョア・チュー・カン駅までの区間が東西線の支線として1990年に開業した後、イーシュン駅からチョア・チュー・カン駅までの「MRTウッドランズ線」が構想された。1991年にはシンガポール北部の中心地域にあるウッドランズを経由する路線として都市再開発庁による計画に取り入れられた。
センバワン地区が開発途上であること、および1992年11月19日に着工するため、当初の計画ではセンバワン駅は仮設駅として開業し後に完全開業する事となっていた。センバワン駅およびクランジ駅は計画完了後に建設されることとなり、スンガイ・カドゥット駅は計画から外れ、同地域には駅が住民にとって必要になってから建設されることになった。
延伸工事が行われている間、ドイツのシーメンスによってデザインされた新型車両のC651形19編成が約2億5900万シンガポールドルで購入された。また、カドゥット、ウッドランズ、センバワンといった植物の生い茂る土地を平らにする必要もあった。
1996年2月10日に首相のゴー・チョクトンによってウッドランズ区間の開業が行われ、同時に東西線の支線は南北線に編入された。延伸にかかった費用は総額12億ドルだった。

### 再開発

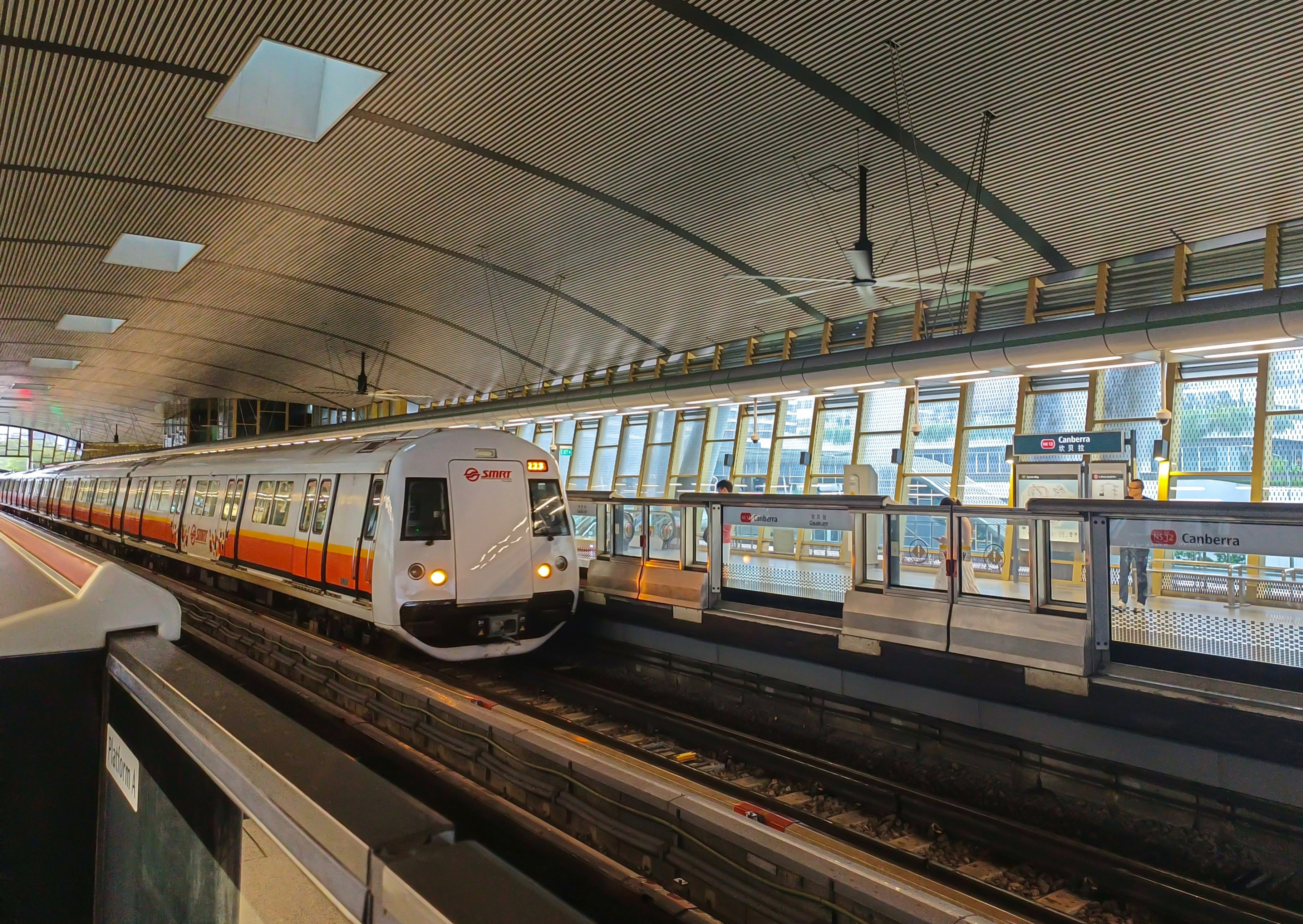
キャンベラ駅

ビシャン駅の南北線ホームでは乗客のキャパシティを1,250人から2,020人に増やすための大規模な工事が行われた。新たな空調装置が取り付けられた南行きのホームは2008年7月27日に供用開始した。同駅は環状線を含めた人の流動にも対応できるよう拡張された。既存のホームは北行きのホームとして改装工事が行われた。ホームのタイル張り替えやスクリーン式のホームドアの設置などが行われ、空調装置も新しいものに取り替えられた。改装工事が完了したのは2009年5月23日であった。
"Land Transport Master Plan 2008"において計画された、待ち時間を減らしラッシュ時により多くの乗客が駅に入れるようジュロン・イースト駅に新しいホームを建設し線路を4つに増やす工事が行われ、2011年5月21日に完了した。新たなホームは当初朝のラッシュ時にのみ用いられていたが、2011年12月以降は夕ラッシュ時にも用いられるようになった。
"Land Transport Master Plan 2008"において、陸上交通庁によるシンガポールの路線網を広げるプロジェクトの一つとして南北線の延伸が発表され、マリーナ・ベイ駅からマリーナ・サウス・ピア駅の区間が2014年11月23日に開業した。この延伸によってマリーナ・サウス・ピア、マリーナ・ベイ・クルーズセンター、およびマリーナ・ベイ繁華街への利便性が向上した。
2013年1月17日、陸上交通省はキャンベラ駅整備の実現可能性について調査していくと発表した。この調査は2014年に完了し、キャンベラに新駅が整備できることとなった。センバワン駅とイーシュン駅の間に建設される新駅は2016年3月26日に着工された。建設費用は9000万シンガポールドルで、新規開発エリアの近辺に整備された。相対式ホームとなったキャンベラ駅は2019年11月2日に開業した。

### 事故
2003年3月3日、レントー・アベニューで23歳の男性が運転する自動車の制御が効かなくなり、ヨー・チュー・カン駅とカーティブ駅の間にあるフェンスを突き破って線路の上に着地した。この事故で数百人もの乗客を輸送していた列車が止まる事態となったが、直接被害を受けた列車はなかった。この事故によって3時間以上の運転見合わせがあっただけでなく、100,000～150,000シンガポールドルの修理費がかさむ事となった。
2011年12月15日、シティホール駅とドビー・ゴート駅の間にある母線が故障した影響でビシャン駅からマリーナ・ベイ駅までの間が運転見合わせとなった。当該区間を走っていた列車は失速し、同日午後11時40分まで運転見合わせが続いた。二日後、同様の事態が発生し、アン・モ・キオ駅とマリーナ・ベイ駅の間で7時間の運転見合わせとなった。SMRTによると、この事故は第三軌条装置および列車の集電装置が損傷したことが原因によって起こり、7つの列車が被害を受けた。南北線で立て続けに起こった事故は線路の損傷と関連付けられ、1987年のSMRT創業以来最悪の事故となった。
2015年7月7日、南北線および東西線で大規模な電力遮断が検出された影響で一時的に運転見合わせを行った。原因は適切な電力供給が行われなかった事による絶縁体の損傷である。
2017年10月7日、ブラッデル駅とビシャン駅の間で起こった排水システムの不具合によるトンネル洪水が生じたため、アン・モ・キオ駅とマリーナ・サウス・ピア駅の間で20時間にわたる運転見合わせが起こった。ラッフルズ・プレイス駅とマリーナ・ベイ駅の間の線路脇で起こった出火が事態を悪化させた。マリーナ・サウス・ピア駅からニュートン駅までの区間は午後9時20分に運転再開したが、全線での運転再開は翌日午後2時となった。負傷者の報告はなかったものの、SMRTは8人もの整備担当の従業員を解雇し、200万シンガポールドルの罰金を科した。
2020年10月14日、電力ケーブルの故障により東西線や環状線と共にジュロン・イースト駅からウッドランズ駅までの区間が3時間半以上運転を見合わせる事態となった。電力遮断は午後7時から7時30分までの間に始まり、乗客は列車内で足止めを食らうこととなった。影響を受けた駅間ではバスが無料で利用できるようになり、定期運行されているバスも増便された。南北線および東西線が全区間で運転再開されたのは午後10時35分だった。

### 今後の予定

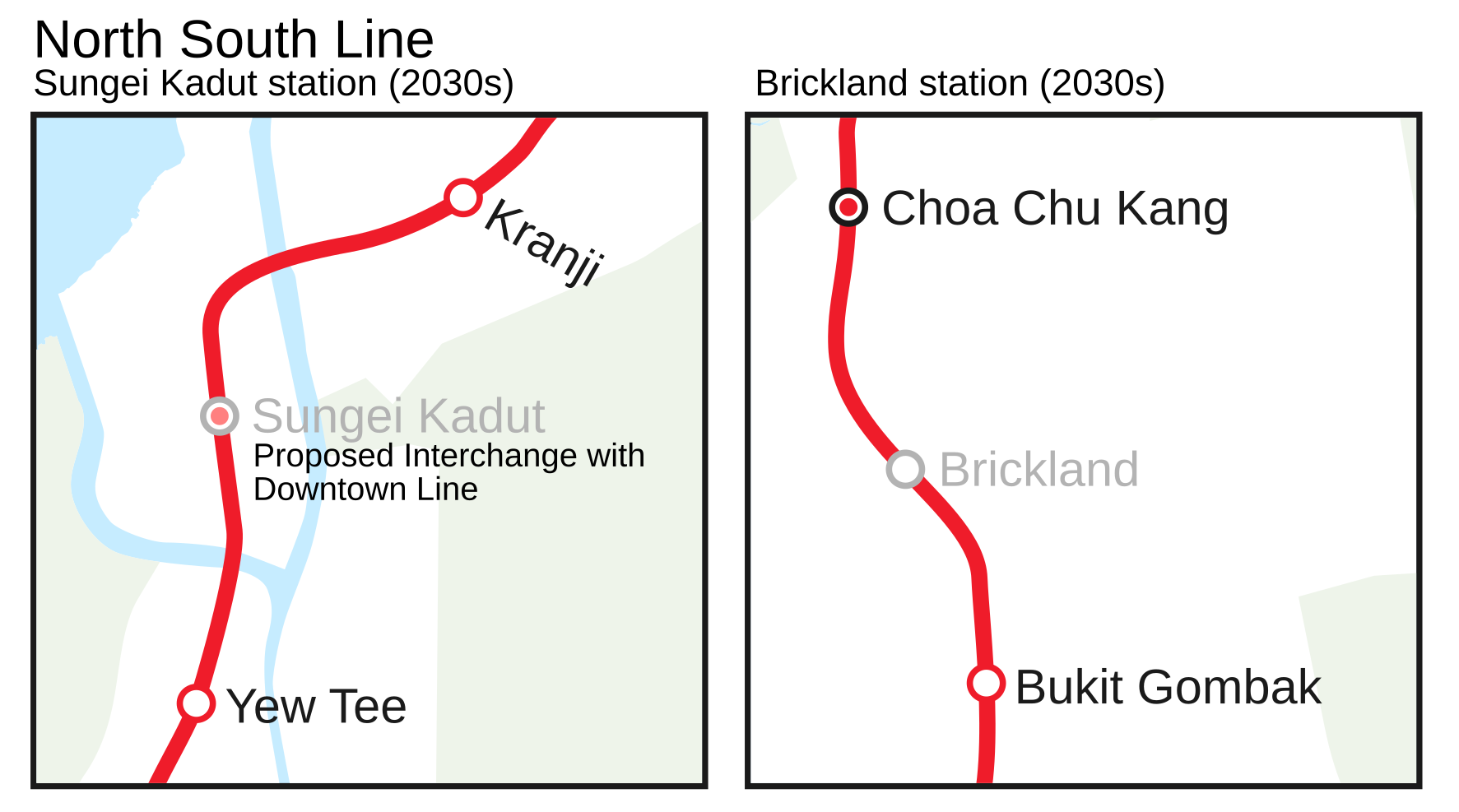
ブリックランド駅、スンガイ・カドゥット駅の建設予定地

"Land Transport Master Plan 2040"(LTMP2040)において、南北線に新たに二つの駅を建設する計画が存在する。ブリックランド駅はブキ・バトック駅とチョア・チュー・カン駅の間に、スンガイ・カドゥット駅はユー・ティー駅とクランジ駅の間に建設され、スンガイ・カドゥット駅ではダウンタウン線と接続する予定である。両駅は2030年代半ばに開業予定となっている。

### 駅開業年表
- 1987年
  - 11月7日 : ヨー・チュー・カン駅 – トア・パヨ駅が開業。
  - 11月12日 : トア・パヨ駅 – ラッフルズ・プレイス駅 - アウトラム・パーク駅が開業[注 1]。
- 1988年
  - 3月12日 : アウトラム・パーク駅 – クレメンティ駅が開業[注 2]。
  - 11月5日 : クレメンティ駅 - レイクサイド駅が開業[注 2]。
  - 12月20日 : ヨー・チュー・カン駅 – イーシュン駅が開業。
- 1989年11月4日 : ラッフルズ・プレイス駅 - マリーナ・ベイ駅が開業。ラッフルズ・プレイス駅 - レイクサイド駅を東西線として分離し、南北線の名前を使用開始。
- 1990年3月10日 : ジュロン・イースト駅 - チョア・チュー・カン駅が東西線の支線として開業。
- 1996年2月10日 : チョア・チュー・カン駅 - イーシュン駅が開業。東西線の支線として開業していた区間を編入。
- 2014年11月23日 : マリーナ・ベイ駅 - マリーナ・サウス・ピア駅が開業。
- 2019年11月2日 : キャンベラ駅が開業。
- 2030年代半ば : ブリックランド駅（英語版）、スンガイ・カドゥット（英語版）が開業。

※現在の日時より未来の日時で記されている事項は予定である。

## 運行形態
南北線の営業運行は午前5時30分頃から深夜頃まで行われている。全区間においてラッシュの時間帯は2～3分間隔で、オフピーク時は5分間隔で走行している。ジュロン・イースト駅の始発列車は午前5時15分(日曜・祝日は午前5時35分)で、マリーナ・サウス・ピア駅の始発列車は午前6時10分(日曜・祝日は午前6時40分)である。夕方のジュロン・イースト駅発の列車の中にはアン・モ・キオ駅やトア・パヨ駅が終点となる運用もあり、夕方のマリーナ・サウス・ピア駅発の列車の中にはクランジ駅が終点の運用もある。
南北線では毎週金曜・土曜日に設備更新を行っており、それによって終電が早く始発が遅くなる。その代行としてシャトルバスが運行されることがある。南北線は新型コロナウイルスの感染拡大による利用減少の影響も受けている。

## 沿線状況

南北線を地理に対して忠実に描いた路線図

南北線は シンガポール西部にあるジュロン・イーストから北部にあるウッドランズおよびセンバワンを経由して東部にあるセントラル・エリアまでを結ぶ不完全なループ状の路線である。路線総延長は45キロメートルでそのほとんどは複線であるが、ウッドランズ駅、イーシュン駅、アン・モ・キオ駅の周辺は3線を有し、ジュロン・イースト駅では4線を有している。路線はジュロン・イースト駅を始発とし、ブキ・バトック駅とブキ・ゴンバック駅の間にある短いトンネルやブキ・バトック駅とチョア・チュー・カン駅の間にある道路よりも下を通る部分以外は高架区間を北に進む。路線はユー・ティー駅とクランジ駅の間で進路を東に変え、ウッドランズ・アベニュー3やアベニュー7と並走する。
センバワン駅を過ぎると、路線はキャンベラ・リンクやイーシュン・アベニュー2に沿って南に向かう。カーティブ駅からヨー・チュー・カン駅までの区間ではレントー・アベニューと並走し、同区間はシンガポールのMRTの中で最長の駅間となっている。路線はさらにヨー・チュー・カン駅、アン・モ・キオ駅と続き、シンガポールのMRTで唯一の地上駅であるビシャン駅に向かう。アン・モ・キオ駅とビシャン駅の間にはビシャン車両基地に向かう線路が分岐している。ビシャン駅を過ぎると、路線は地下に入りセントラル・エリアを通る。シティ・ホール駅からラッフルズ・プレイス駅までの区間では東西線と並走し、駅も対面乗り換えが可能な構造となっている。ラッフルズ・プレイス駅で東西線と分かれ、終点のマリーナ・サウス・ピア駅に向かう。

## 設備概況

### 使用車両
南北線の電車は6両編成でビシャン車両基地およびウル・パンダン車両基地に所属され、そこで整備・検査・修理も行われる。東西線でも直流750Vで第三軌条方式である南北線と同じ車両が用いられている。シーメンス製のC651形を除き、現在使用されている車両はすべて川崎重工業が製造しており、C151A形、C151B形、およびC151C形以降の車両は中国中車青島四方機車車輛とも共同で製造している。初期区間が開業したときは、車両はC151形66両のみで運用されていた。19編成のC651形はウッドランズへの延伸時に増備され、C151形と共通運用となった。C751B形は東西線がチャンギ・エアポート駅まで開業した際に21編成増備され、こちらも他の車両と共通で運用されている。2011年には、南北線および東西線における増発を目的としてC151A形が運用開始し、全区間における本数が15%増加した。C151A形は川崎重工業と中国中車青島四方機車車輛が合同で成功に導いた最初の事業である。
さらなる輸送力増強のため、2017年にはC151B形が、2018年にはC151C形がそれぞれ導入された。C151B形の紹介ではそれまでの車両に取り付けられていた経路案内システムをさらに改良した"STARiS 2.0"も紹介された。さらに、C151C形には南北・東西線で最初の上げ起こし式座席が採用された。
さらに、老朽化したC151形、C651形、およびC751B形の置き換えを目的としてCR151形が2022年から2026年にかけて導入予定となっている。CR151形は南北線では初のボンバルディアによって受注された車両となる。

#### 現有車両
- C151形
- C651形
- C751B形
- C151A形
- C151B形（英語版）
- C151C形（英語版）

- CR151形（英語版）

### 信号装置
開業当初、南北線では自動運転レベルであるGoAが2の自動運転の下で半自動式であるウェスティングハウス製の固定閉鎖や自動列車制御装置が使用された。このシステムが老朽化していったことによって線路の信頼性が損なわれていたため、信号装置の改善が望まれていた。2019年以降、南北線ではタレス鉄道信号部門製SelTracのCBTC移動閉塞システムおよびGoAが3の自動運転システムへの更新を行っている。その他には自動列車防護装置、自動列車停止装置、コンピュータ式連動装置が使用されている。
タレス製移動閉塞は既存の固定閉塞を置き換えた。設備更新は2016年から開始され、列車がより接近して運転することが可能となった。新システムは2017年3月28日に試験が行われた。信号システムが変更されたため鉄道を十分間運休した。2017年4月16日、新システムの終日テストが2ヶ月間、日曜日に始まった。C151B形はそのテストの際に初めて入線している。2017年5月28日に新システムの完全併用が開始され、旧システムは2019年1月2日に併用終了した。

### ホームドア

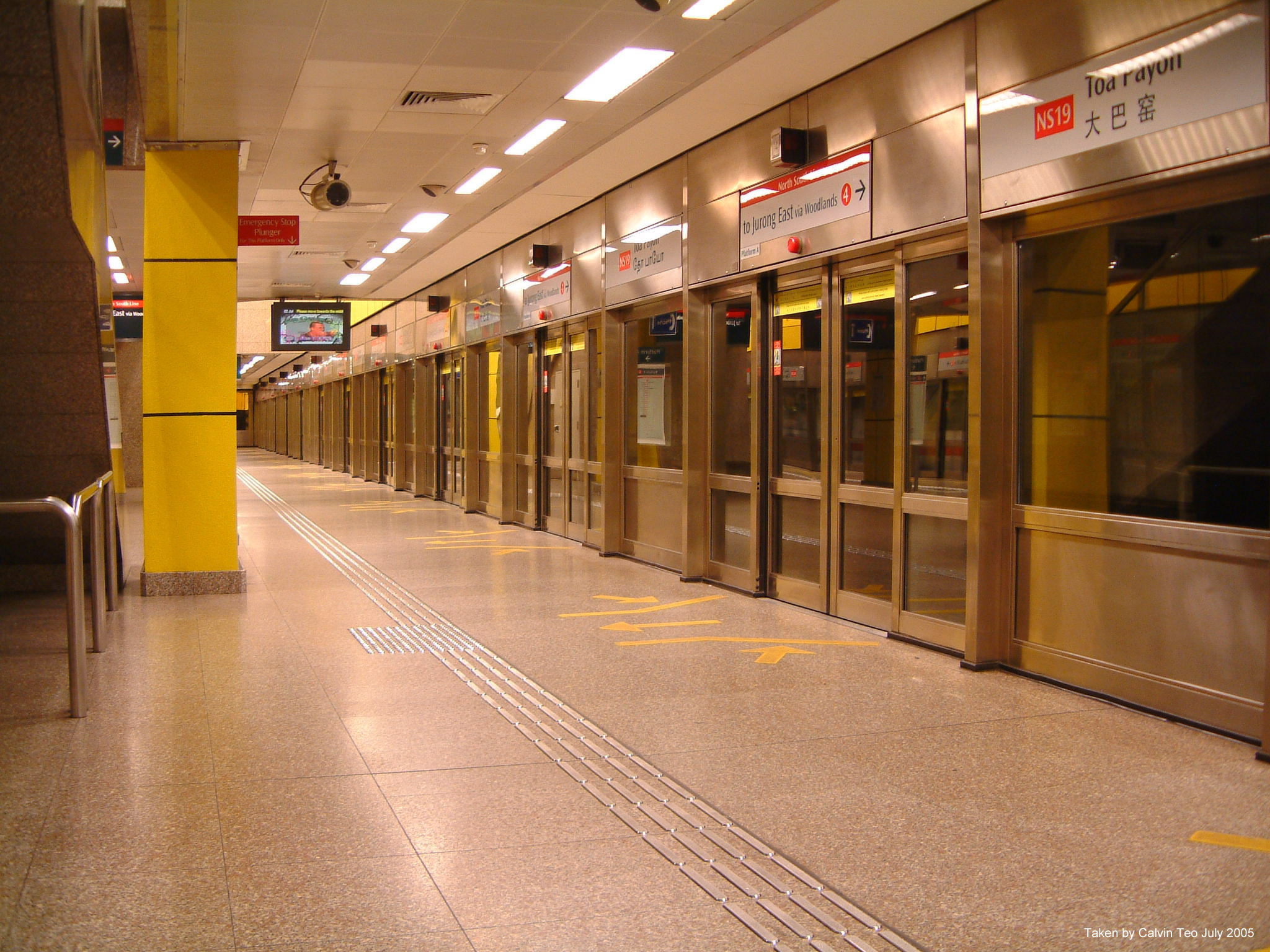
トア・パヨ駅のフルスクリーン式ホームドア

初期区間の開業時、地下区間にはウェスティングハウス製のフルスクリーンホームドアが設置された。ホームドアは自殺防止、駅での空調の調節、トンネルおよび線路への侵入防止、および乗客超過時の転落防止を目的として整備された。当局では当初、機能性への疑問視およびコスト面を理由にホームドアを高架駅に設置しなかった。しかし、陸上交通庁はこれを翻し、2008年1月25日にハーフハイトホームドアを高架駅に設置する計画を作成した。最初のSTエンジニアリング製ハーフハイトホームドアは2009年にパシール・リス駅、ジュロン・イースト駅、イーシュン駅で試験のため配置された。その後、2011年5月にはアン・モ・キオ駅を筆頭に本格整備が開始された。2012年3月14日、南北線の全駅においてホームドア設置が完了した。

### 線路
南北線の線路は15年から25年までの間隔で交換を必要とする木製枕木が用いられていた。その後、長寿命でよりなめらかであり、さらにより安全に使用することのできるコンクリート製に交換される事になった。2014年以降、2016年9月から2017年12月までの休止期間を除き重要な保守点検のため路線での営業運転が早く終了する事となった。
南北線は第三軌条から電力を供給している。しかし、列車にある集電装置と線路が常に接触していたため、第三軌条装置の交換が必要となっていた。開業当時から使用されていたものが30年で新しい装置に交換され、2017年8月に全区間で完了した。新たな装置はより信頼できるものになると期待されている。

## 路線データ
- 路線距離:45.0km
- 軌間:1435mm
- 駅数: 27
- 区間:全線
- 電化区間：全線（直流750V・第三軌条方式）
- 閉塞方式：移動閉塞
- 走行方向：左側通行

## 駅
路線の駅コードはラインカラーと同じ赤■である。ブラッデル駅からマリーナ・サウス・ピア駅までの11駅は地下にあり、 その他は地上、あるいは高架にある。ビシャン駅・ブラッデル駅・キャンベラ駅を除くすべての駅が島式ホームである。

### 凡例
| · 高架 | · 路線の終着駅       | · 改札外乗り換え   |
| · 地上 | · バリアフリー対応   | · バスステーション |
| · 地下 | · 市民防衛シェルター | · その他の交通機関 |

### 一覧
| 駅番号             | 駅名                     | 英語 簡体字中国語 タミル語         | ホーム   | 接続路線 近隣の交通機関                                                       | 開業・開業予定日      |
| ------------------ | ------------------------ | ---------------------------------- | -------- | ----------------------------------------------------------------------------- | --------------------- |
| · NS1 EW24 JE5 ·   | ジュロン・イースト駅     | Jurong East 裕廊东 ஜூரோங் கிழக்கு        |          | 東西線 · JRL 東側路線 (2028) · ― · ジュロン・イースト                         | 1988年11月5日 36年前  |
| NS2 ·              | ブキ・バトック駅         | Bukit Batok 武吉巴督 புக்கிட் பாத்தோக்     |          | ブキ・バトック                                                                | 1990年3月10日 35年前  |
| NS3 ·              | ブキ・ゴンバック駅       | Bukit Gombak 武吉甘柏 புக்கிட்கொம்பாக்     |          | —                                                                             | 1990年3月10日 35年前  |
| NS3A · 計画中 ·    | ブリックランド駅         | Brickland 红砖 பிரிக்லேன்ட்              | 出演なし | —                                                                             | 2030年代半ば予定      |
| NS4 BP1 JS1 ·      | チョア・チュー・カン駅   | Choa Chu Kang 蔡厝港 சுவா சூ காங்       |          | ブキ・パンジャン線 · ジュロン・リージョン線 (2027) · ― · チョア・チュー・カン | 1990年3月10日 35年前  |
| NS5 ·              | ユー・ティー駅           | Yew Tee 油池 இயூ டீ                  |          | —                                                                             | 1996年2月10日 29年前  |
| NS6 DT– · 計画中 · | スンガイ・カドゥット駅   | Sungei Kadut 双溪加株 சுங்கை காடூட்      | 出演なし | ダウンタウン線 (予定)                                                         | 2030年代半ば予定      |
| NS7 ·              | クランジ駅               | Kranji 克兰芝 கிராஞ்சி                 |          | —                                                                             | 1996年2月10日 29年前  |
| NS8 ·              | マルシリン駅             | Marsiling 马西岭 மார்சிலிங்             |          | —                                                                             | 1996年2月10日 29年前  |
| NS9 TE2 ·          | ウッドランズ駅           | Woodlands 兀兰 உட்லண்ட்ஸ்              |          | トムソン・イーストコースト線 · ― · ウッドランズ · ウッドランズ (臨時)         | 1996年2月10日 29年前  |
| NS10 ·             | アドミラルティ駅         | Admiralty 海军部 அட்மிரல்டி            |          | —                                                                             | 1996年2月10日 29年前  |
| NS11 ·             | センバワン駅             | Sembawang 三巴旺 செம்பாவாங்             |          | センバワン                                                                    | 1996年2月10日 29年前  |
| NS12 ·             | キャンベラ駅             | Canberra 坎贝拉 கென்பரா               |          | —                                                                             | 2019年11月2日 5年前   |
| NS13 ·             | イーシュン駅             | Yishun 义顺 யீஷூன்                    |          | イーシュン                                                                    | 1988年12月20日 36年前 |
| NS14 ·             | カーティブ駅             | Khatib 卡迪 காதிப்                    |          | —                                                                             | 1988年12月20日 36年前 |
| NS15 ·             | ヨー・チュー・カン駅     | Yio Chu Kang 杨厝港 இயோ சூ காங்        |          | ヨー・チュー・カン                                                            | 1987年11月7日 37年前  |
| NS16 CR11 ·        | アン・モ・キオ駅         | Ang Mo Kio 宏茂桥 அங் மோ கியோ          |          | クロスアイランド線 (2030) · ― · アン・モ・キオ                                | 1987年11月7日 37年前  |
| NS17 CC15 ·        | ビシャン駅               | Bishan 碧山 பீஷான்                    |          | 環状線 · ― · ビシャン                                                         | 1987年11月7日 37年前  |
| NS18 ·             | ブラッデル駅             | Braddell 布莱德 பிரேடல்               |          | —                                                                             | 1987年11月7日 37年前  |
| NS19 ·             | トア・パヨ駅             | Toa Payoh 大巴窑 தோ பயோ              |          | トア・パヨ                                                                    | 1987年11月7日 37年前  |
| NS20 ·             | ノベナ駅                 | Novena 诺维娜 நொவீனா                  |          | —                                                                             | 1987年12月12日 37年前 |
| NS21 DT11 ·        | ニュートン駅             | Newton 纽顿 நியூட்டன்                  |          | ダウンタウン線                                                                | 1987年12月12日 37年前 |
| NS22 TE14 ·        | オーチャード駅           | Orchard 乌节 ஆர்ச்சர்ட்                |          | トムソン・イーストコースト線 (2022)                                           | 1987年12月12日 37年前 |
| NS23 ·             | サマセット駅             | Somerset 索美塞 சாமர்செட்              |          | —                                                                             | 1987年12月12日 37年前 |
| · NS24 NE6 CC1 ·   | ドビー・ゴート駅         | Dhoby Ghaut 多美歌 டோபி காட்           |          | 北東線 · 環状線                                                               | 1987年12月12日 37年前 |
| NS25 EW13 ·        | シティホール駅           | City Hall 政府大厦 நகர மண்டபம்       |          | 東西線                                                                        | 1987年12月12日 37年前 |
| NS26 EW14 ·        | ラッフルズ・プレイス駅   | Raffles Place 莱佛士坊 ராஃபிள்ஸ் பிளேஸ்   |          | 東西線                                                                        | 1987年12月12日 37年前 |
| · NS27 CE2 TE20 ·  | マリーナ・ベイ駅         | Marina Bay 滨海湾 மரீனா பே            |          | 環状線 · トムソン・イーストコースト線 (2022)                                  | 1989年11月4日 35年前  |
| · NS28 ·           | マリーナ・サウス・ピア駅 | Marina South Pier 滨海南码头 மரீனா பே |          | マリーナ・サウス・ピア · マリーナ・ベイ・クルーズセンター                     | 2014年11月23日 10年前 |

### 車両基地
| 番号 | 名前 利用路線           | 位置               | 画像 | 配置編成 | 費用    | 使用開始日           |
| ---- | ----------------------- | ------------------ | ---- | -------- | ------- | -------------------- |
| 1    | ビシャン                | ビシャン           |      | 59編成   | 3億ドル | 1987年11月7日 37年前 |
| 2    | ウル・パンダン · 東西線 | ジュロン・イースト |      | 34編成   |         | 1988年3月12日 37年前 |